# Списък на депутатите във Второто велико народно събрание
Изборите за II ВНС са насрочени от княз Александър Батенберг на 1 юни 1881 г. Те се провеждат при засилен натиск от страна на правителството с цел избиране само на верни на княза депутати от Консервативната партия. Съпроводени са с множество нередности, манипулации и сблъсъци. В някои избирателни окръзи изборите са отменени и е въведено военно положение.
Няма публикуван списък с избраните депутати в Държавен вестник. Съществуват списъци в някои вестници, един от които е официозът „Български глас“ (бр. 53 от 25 юни 1881 г.). Този списък обаче е непълен – съдържа само 238 имена. Оставена е бележка за 11 липсващи имена, а за избраните четирима либерали от Търново нямало „официално потвърждение“.
Захари Стоянов в своя ненаименуван ръкопис, издаден по-късно под заглавието „Превратът“, посочва 299 души без да споменава изрично имената на 42 народни представители от турския етнос. Там обаче съществуват някои неточности в избирателните околии и в имената на депутатите.
Не е известно избраните на няколко места депутати ― Н. Даскалов, К. Стоилов, М. Балабанов, Д. Греков, Ахмед Ефенди и др. от кой избирателен окръг са взели участие и дали са заместени от други лица в другите избирателни окръзи.
Не са водени или не са запазени дневници от Свищовското ВНС, което е заседавало само един ден – 1 юли 1881 г.
Като исторически факт може да се разглежда телеграмата на свищовския окръжен управител Джебаров до министъра на вътрешните работи, публикувана в Държавен вестник бр. 46 от 4 юли 1881 г. в която се казва: „Протоколът се подписа от 304 депутати“.
Публикуваният по-долу списък е базиран на записките на Захари Стоянов, като окръзите са подредени по азбучен ред и правописът е осъвременен.

## Списък
Берковишко окръжие включва околиите Берковска и Кутловичка:
Берковица:
1. П. Кръстев,
2. Р. Кузманов,
3. М. Атанасов,
4. М. Първанов (Михаил Първанов?),
5. М. Сълев,
6. Л. Желязков,
7. Дж. Младенов,
8. К. Спасов,
9. П. Лазаров,
10. Р. Колчов.

Варненско окръжие включва околиите Варненска, Балчикска и Хаджиоглупазарджишка:
Град Варна:
1. Перикли Хавезов,
2. Янко Славчев,
3. Ахмет Ефенди,
4. Хасан Бургазлъ,

Варненска област:
1. Неизвестен,
2. Неизвестен,
3. Николай Даскалов,
4. Янаки Жеков,

Балчик и Хаджиоглу-Пазарджик (Добрич):
1. Васил Холевич,
2. Никола Ючурмански,
3. Марко Балабанов,
4. Д. Попов,
5. Г. Чаушов,
6. Неизвестен,
7. Неизвестен,
8. Неизвестен.

Видинско окръжие включва околиите Видинска, Адлийска (Кула) и Белоградчиска:
Видинска околия:
1. Д-р Константин Стоилов,
2. Т. Зайков,
3. Д-р Младен Железков[6],
4. П. Янакев,
5. М. Капре,
6. А. Флоре[7],
7. М. Иванов,
8. М. Гергев.

Адлийска (Кула) околия:
1. Г. Симеонов,
2. П. Цоков,
3. Док. Черен,
4. П. Димитров,
5. М. Петков,
6. Ф. Попов.

Белоградчик:
1. П. Велчев,
2. Ванко Джонов[8],
3. И. Жеков,
4. И. Илиев.

Врачанско окръжие включва околиите Врачанска и Каменополска:
Враца:
1. Петко Горбанов,
2. Иванчо Николаев,
3. Никола Занкин,
4. И. Цанов,
5. Т. Ванов,
6. И. Тодоров,
7. П. Георгиев.

Каменополска (Кременска околия?):
1. И. Стойнов (Иван Кършовски?),
2. П. Гергюв,
3. П. Йончов,
4. Б. Минив,
5. И. Йончов,
6. П. Нинов,
7. С. Николов.

Ескиджумайско окръжие (Търговище) включва околиите Ескиджумайска и Осман-пазарска (Омуртаг):
Ески Джумайска околия (Търговище):
1. Неделчо Мумджиев,
2. Никола Даскалов,
3. Хр. Стоянов,
4. Дж. Крушев,
5. Неизвестен,
6. Неизвестен.

Осман-пазарска околия (Омуртаг):
липсват данни
Кюстендилско окръжие включва околиите Кюстендилска, Изворска, Дъбничка и Радомирска;
Кюстендил:
1. Зл. Стоянов,
2. Г. Гребинар,
3. Ив. Марин,
4. А. Нистов,
5. К. Стоянов,
6. Д. Илчев,
7. Д. Пенчев,
8. Хр. Казанджи.

Дубница:
1. Хр. Лекарски,
2. К. Балановски,
3. Н. Кръстев,
4. Г. Слатински,
5. Ив. Бозовайски,
6. З. Богданов,
7. Спас Тумпаров.

Изворска околия:
липсват данни
Радомирска околия:
липсват данни
Ловешко окръжие включва околиите Ловчанска, Троянска и Дерманска;
Ловеч:
1. Д-р Васил Караконовски,
2. П. Теодоров,
3. Хр. Иванов,
4. Д. Попов,
5. Ц. Спасов,
6. Цв. Златов,
7. Ил. Данов,
8. К. Панов,
9. Ив. Начев,
10. М. Цанов,
11. Георги Вълчанов,
12. М. Дачов,
13. Молла Исуф,
14. М. Абдулрахман.

Ломско окръжие включва само Ломска околия;
Ломско:
1. Марко Балабанов,
2. Н. Върбанчев,
3. Югов,
4. Биков,
5. Попов,
6. Д-р Иван Манчев,
7. Първанов,
8. И. Жуков.

Орханийско окръжие (Ботевград) включва околиите Орханийска и Тетевенска;
Орхание:
1. Р. Найден,
2. Т. Дацов,
3. Ив. Рунов,
4. П. Цанев,
5. В. Шишков,
6. П. Велков.

Тетевен:
1. Х. Стоянов,
2. В. Попов

Етрополе (към Орханийска околия):
1. В. Йотов,
2. Г. Вълков.

Плевенско окръжие включва околиите Плевенска и Никополска;
```
2-ри тур на изборите е отменен, военно положение.
```

Провадийско окръжие включва околиите Провадийска и Новоселска;
Провадийско окръжие:
1. Иван Стоянов,
2. Д-р Константин Стоилов,
3. Д-р Панталей Минчович,
4. Д-р Младен Петрович,
5. Никола Тъпчилещов,
6. Д-р Драгия Василев,
7. Д-р Андрей Парушев,
8. Тестеджи Мустафа ага,
9. Иван Николов,
10. Софта-оглу.

Разградско окръжие включва околиите Разградска, Поповска и Кокорджанска;
Разград:
1. К. Кипровски,
2. Г. Попов,
3. Г. Вацов,
4. Гр. Тончев,
5. П. Хумбаджи,
6. Ив. Кабакчиев,
7. Ил. Банчев,
8. Петър Сребров,
9. Джеку Въргов,
10. Н. Попов,
11. Ц. Гергюв,
12. Неизвестен,
13. Неизвестен,
14. Неизвестен,
15. Неизвестен,
16. Неизвестен,
17. Неизвестен,
18. Неизвестен,
19. Неизвестен.

Ряховско окръжие включва околиите Ореховска и Белослатинска;
Бяла Слатина:
1. С. Тодоров,
2. И. Попов,
3. П. Цигарета,
4. П. Ангелов,
5. С. Илиев,
6. Д. Вълчев.

Ряховска околия:
```
2-ри тур на изборите е отменен, военно положение.
```

Русенско окръжие включва околиите Русенска, Тутраканска, Балбунарска и Беленска;
Русчук:
1. Д-р Константин Стоилов,
2. Петър Оджаков,
3. Димитър Селвели,
4. Иван Хаджиенов,
5. Иваница Симеонов,
6. Стефан Трифонов,
7. Ик(оном) Арнаудов,
8. Евлоги Георгиев,
9. Георги Геров,
10. Марко Балабанов,
11. Ив. Попов,
12. П. Станчев
13. Неизвестен,
14. Неизвестен,
15. Неизвестен,
16. Неизвестен,
17. Неизвестен,
18. Неизвестен,
19. Неизвестен,
20. Неизвестен,
21. Неизвестен,
22. Неизвестен,
23. Неизвестен.

Свищовско окръжие включва само Свищовска околия;
Свищов:
1. Марко Балабанов,
2. Димитър Анев,
3. Ф. Маринчев,
4. Я. Станчооглу,
5. Г. Денков,
6. Гр. Начев,
7. П. Райков,
8. Ив. Иванов.

Севлиевско окръжие включва околиите Севлиевска и Габровска;
Севлиево:
1. Хр. Генов,
2. П. Чорбаджийкин,
3. Хр. Кюркчиев,
4. Мехмед Ефенди,
5. Хр. Чернокожов, (Христо Петков Чернокожев, 1848 – 1933)?
6. Р. Йосифов,
7. Н. Маринов,
8. К. Рачев,
9. П. П. Начев,
10. Хр. Славчев,
11. Ст. Тотев.

Габрово:
1. Тодор Бурмов,
2. К. Симеонов,
3. Н. Якимов,
4. Христо Манафов (Манафа),
5. Рашеев,
6. Червенков.

Силистренско окръжие включва околиите Силистренска, Бозагуртска и Хасъкьойска;
Силистра:
1. Яни Бояджиев,
2. Мюхиб ефенди,
3. Идризолу,
4. Осман бей,
5. Т. Сидери,
6. П. Сандов,
7. Е. Георгиев,
8. Г. Шопов,
9. И. Р. Стоянов,
10. Лятиф ефенди,
11. Абдуларахман ефенди,
12. А. Куруоглу,
13. Неизвестен,
14. Неизвестен,
15. Д. Иванов,
16. Т. Аврамов.

Софийско окръжие включва околиите Софийска, Новоселска, Искречка (Петричка), Златичка и Самоковска;
София:
1. Иван Хаджиенов,
2. Никола Даскалов,
3. Д. Коцов, (не е Димитър Цанов Коцов р. Плевен 10.29.1854 г. – либерал)
4. И. Бобевски.

Златишка околия:
1. С. Сърденов,
2. Т. Кацаров.

Радомир:
1. П. Косачки,
2. С. Егълнички (Стойне Егълнички??),
3. Стаменов,
4. Т. Ненковски,
5. Хр. Лабушки,
6. Д. Врабченски.

Самоковска околия:
1. Никола Даскалов,
2. Хр. Зографски,
3. П. Кокошков,
4. С. Х. Георгиев,
5. З. Х. Гюров,
6. Сребърников.

Околия Искрец: Няма данни
Трънско окръжие включва околиите Трънска, Царибродска и Брездническа;
Трънско:
1. М. Здравков,
2. М. Спасов,
3. К. Трандафилов,
4. Р. Златев.

Брезник (вероятно с Царибродска околия):
1. Димитър Греков,
2. Ив. Маринов,
3. Ст. Пейчов,
4. А. Андреев,
5. П. Дионисий,
6. В. Моински,
7. Д. Игов,
8. М. Цветков.

Търновско окръжие включва околиите Търновска, Тревненска, Кесаревска, Кочиненска (Куцина), Сухиндолска и Еленска;
Търново:
1. Петко Р. Славейков,
2. Петко Каравелов,
3. Михаил Сарафов,
4. Драган Цанков.

Кесарево:
1. П. Атанасов,
2. Ил. Буров,
3. Ст. Момчилов,
4. М. Ефенди (Мехмед Ефенди?).

Сухиндол:
1. П. Байчев,
2. Х. Али,
3. М. Мустафа,
4. Ст. Кямил,
5. А. Минков.

Елена:
1. Ю. Бакалов,
2. Ю. Тодоров,
3. Ив. Тодоров,
4. С. Бобчев (Стефан Савов Бобчев ??),
5. Юр. Бакалов (Йордан Бакалов??),
6. Ст. Станчев.

Плакиво:
1. К. Марков,
2. Р. Николов,
3. К. Марков (?),
4. П. Иванов.

Дряново:
1. Д-р Минчо Цачев,
2. Ст. Лифчиев,
3. Г. Теодоров,
4. Г. Стойчев,
5. Ц. Ненков,
6. Н. Колев.

Г. Оряховица:
1. Димитър Буров,
2. поп Христо,
3. Жеков,
4. Славков,
5. Бошнаков,
6. Чертазанов (Атанас Чертазанов??).

Лесичери:
1. С. Генов,
2. А. Попов,
3. Г. Трифонов,
4. К. Кънев,
5. М. Сребров,
6. Ст. Иванов.

Шуменско окръжие включва околиите Шуменска, Новопазарска и Преславска;
Шуменски окръг:
1. Д. Икономов,
2. Никола Стойчев,
3. Д. Добрев,
4. Чакъроолу Мите,
5. В. Димов,
6. Д-р Андрей Парушев,
7. Т. Радев,
8. Д. Бялов,
9. Неизвестен,
10. Неизвестен,
11. Неизвестен,
12. Неизвестен,
13. Неизвестен,
14. Неизвестен,
15. Неизвестен,
16. Неизвестен,
17. Неизвестен,
18. Неизвестен.

Дублирани:
• Никола Даскалов – 4 мандата,
• Марко Балабанов – 4 мандата,
• Д-р Константин Стоилов – 3 мандата,
• Д-р Андрей Парушев – 2 мандата.

## Представителност и липсващи мандати
| Окръг        | Околия                    | Население | Депутати | Жители на един депутат | Забележка                                                         |
| ------------ | ------------------------- | --------- | -------- | ---------------------- | ----------------------------------------------------------------- |
| Берковишки   | Берковица                 | 33371     |          |                        |                                                                   |
|              | Кутловица                 | 25128     |          |                        |                                                                   |
|              | Всичко                    | 58499     | 10       | 5850                   |                                                                   |
| Варненски    | Балчик                    | 15240     |          |                        |                                                                   |
|              | Варненска                 | 56640     |          |                        |                                                                   |
|              | Хаджи-оглу-Пазарджик      | 34144     |          |                        |                                                                   |
|              | Всичко                    | 106024    | 16       | 6627                   |                                                                   |
| Видински     | Белоградчишка             | 27921     | 4        | 6980                   |                                                                   |
|              | Видинска                  | 43597     | 8        | 5450                   |                                                                   |
|              | Кулска                    | 28408     | 6        | 4735                   |                                                                   |
|              | Всичко                    | 99926     | 18       | 5551                   |                                                                   |
| Врачански    | Врачанска                 | 40743     | 7        | 5820                   |                                                                   |
|              | Каменополска (Кременска?) | 29095     | 7        | 4156                   | Вероятно Кременска околия е Каменополска в записките на З.Стоянов |
|              | Всичко                    | 69838     | 14       | 4988                   |                                                                   |
| Ески-Джумая  | Ески-Джумая               | 36114     | 6        | 6019                   |                                                                   |
|              | Осман-пазар               | 38623     |          |                        | Липсват имена                                                     |
|              | Всичко                    | 74737     | 6        | 12456                  |                                                                   |
| Кюстендлски  | Дупнишка                  | 38121     | 7        | 5446                   |                                                                   |
|              | Изворска                  | 23765     |          |                        | Липсват имена                                                     |
|              | Кюстендилска              | 47431     | 8        | 5929                   |                                                                   |
|              | Радомирска                | 33855     |          |                        | Липсват имена                                                     |
|              | Всичко                    | 143172    | 15       | 9545                   |                                                                   |
| Ловчанский   | Дърманска                 | 27913     |          |                        |                                                                   |
|              | Ловчанский                | 34046     |          |                        |                                                                   |
|              | Троянска                  | 22371     |          |                        |                                                                   |
|              | Всичко                    | 84330     | 14       | 6024                   |                                                                   |
| Лом-Паланка  | Лом-Паланка               | 41484     |          |                        |                                                                   |
|              | Всичко                    | 41484     | 8        | 5186                   |                                                                   |
| Орхание      | Орхание                   | 28926     | 8        | 3616                   |                                                                   |
|              | Тетевенска                | 22957     | 2        | 11479                  | Вероятно има разместени имена в двете околии                      |
|              | Всичко                    | 51883     | 10       | 5188                   |                                                                   |
| Плевенски    | Никополска                | 45787     | 0        |                        |                                                                   |
|              | Плевенска                 | 55083     | 0        |                        |                                                                   |
|              | Всичко                    | 100870    | 0        |                        | 2-ри тур на изборите е отменен, военно положение                  |
| Провадийски  | Новоселска                | 16933     |          |                        |                                                                   |
|              | Провадийска               | 46313     |          |                        |                                                                   |
|              | Всичко                    | 63246     | 10       | 6325                   |                                                                   |
| Разградски   | Кокарджанска              | 29929     |          |                        |                                                                   |
|              | Поповска                  | 42504     |          |                        |                                                                   |
|              | Разградска                | 48979     |          |                        |                                                                   |
|              | Всичко                    | 121412    | 19       | 6390                   |                                                                   |
| Ряховски     | Бяла-Слатина              | 37524     | 6        | 6254                   |                                                                   |
|              | Ряховска                  | 29215     | 0        |                        | 2-ри тур на изборите е отменен, военно положение                  |
|              | Всичко                    | 66739     | 6        | 11123                  |                                                                   |
| Русенски     | Балбунарска               | 26034     |          |                        |                                                                   |
|              | Беленска                  | 34368     |          |                        |                                                                   |
|              | Русенска                  | 41652     |          |                        |                                                                   |
|              | Тутраканска               | 30559     |          |                        |                                                                   |
|              | Всичко                    | 132613    | 23       | 5766                   |                                                                   |
| Свищовски    | Свищовска                 | 40893     |          |                        |                                                                   |
|              | Всичко                    | 40893     | 8        | 5112                   |                                                                   |
| Севлиевски   | Габровска                 | 30423     | 6        | 5071                   |                                                                   |
|              | Севслиевска               | 61460     | 11       | 5587                   |                                                                   |
|              | Всичко                    | 91883     | 17       | 5405                   |                                                                   |
| Силистренски | Базауртска                | 35314     |          |                        |                                                                   |
|              | Силистренска              | 32873     |          |                        |                                                                   |
|              | Хаскьойска                | 33038     |          |                        |                                                                   |
|              | Всичко                    | 101225    | 16       | 6327                   |                                                                   |
| Софийски     | Искрецка                  | 30403     |          |                        | Липсват имена                                                     |
|              | Златишка                  | 14142     | 2        | 7071                   |                                                                   |
|              | Ново-селцка (Елин Пелин)  | 29555     | 6        | 4926                   |                                                                   |
|              | Самоковска                | 37597     | 6        | 6266                   |                                                                   |
|              | Софийска                  | 47869     | 4        | 11967                  | Вероятно липсват имена                                            |
|              | Всичко                    | 159566    | 18       | 8865                   |                                                                   |
| Трънски      | Брезнишка                 | 18718     | 8        | 2340                   | Вероятно с Царибродска околия                                     |
|              | Трънска                   | 27496     | 4        | 6874                   |                                                                   |
|              | Царибродска               | 18710     |          |                        |                                                                   |
|              | Всичко                    | 64924     | 12       | 5410                   |                                                                   |
| Търновски    | Еленска                   | 36647     | 6        | 6108                   |                                                                   |
|              | Кесаровска                | 30088     | 4        | 7522                   |                                                                   |
|              | Куцинска                  | 37225     |          |                        |                                                                   |
|              | Сухиндолска               | 29872     | 5        | 5974                   |                                                                   |
|              | Тревненска                | 34851     |          |                        |                                                                   |
|              | Търновска                 | 48048     |          |                        |                                                                   |
|              | Всичко                    | 216731    | 41       | 5286                   |                                                                   |
| Шуменски     | Новопазарска              | 25541     |          |                        |                                                                   |
|              | Преславска                | 33159     |          |                        |                                                                   |
|              | Шуменска                  | 50288     |          |                        |                                                                   |
|              | Всичко                    | 108988    | 18       | 6055                   |                                                                   |
| Всичко       |                           | 1998983   | 299      | 6686                   |                                                                   |